# سمك سكين الشبح الأسود
سمك سكين الشبح الأسود أو السمكة الفراشة (الاسم العلمي  Notopterus Chitala: ويعني ريشة الظهر وهو اسم دارج للسمكة لأن الزعنفة الظهرية للسمكة تشبه الريشة، زأيضا تسمي سمكة السكين لأن شكلها الانسيابي يشبه السكين وهي تنتمي الي عائلة Notopteridae وتصنف هذه السمكه ضمن الأسماك المفترسة. موطن السمكة جنوب شرق آسيا، جنوب أفريقيا، أندونيسيا، والهند، وتم تربيتها بعد ذلك في تايلاند والهند الصينية وماليزيا. تتميز هذه السمكة بالحجم الكبير وذلك لأن عمرها طويل وتتحمل الظروف القاسية وسرعه النمو، وأيضا من أهم ما يميز هذه السمكة الهدوء التام طالما انه يوجد إضاءه، لأنها لاتتحرك إلا في الليل. السمكة لا تأكل الا في اليل فتتربص بفريستها وتهاجم عن طريق عمل مجال مغناطيسي.